# 関口義則
関口 義則（せきぐち よしのり 1955年 - ）は、上場企業5社を含むフリージアグループの中で、民事再生法適用子会社8社の監査役、取締役、代表取締役、及びグループ内外数社の取締役、代表取締役を兼務する人物。

## 来歴
- 1955年（昭和30年）、東京都生まれ。
- 1993年（平成05年）、フリージアマクロス株式会社 監査役就任（東証二部 産業機械製造）
- 1995年（平成07年）、フリージアマクロス株式会社 取締役就任（東証二部）
- 2008年（平成20年）、朝日案内株式会社 代表取締役社長就任（総合広告代理店）[1]
- 2008年（平成20年）、フリージアマクロス株式会社 取締役退任
- 2008年（平成20年）、シゲムラ建設株式会社 監査役就任（地盤改良工事業）
- 2009年（平成21年）、セイナン工業株式会社 取締役就任（コンクリート二次製品）
- 2009年（平成21年）、株式会社プレミアウェディングバンク 代表取締役社長就任（ゲストハウス結婚式場）
- 2009年（平成21年）、夢みつけ隊株式会社 取締役就任（JASDAQ 通信販売）
- 2009年（平成21年）、株式会社ホットコミュニケーション 取締役就任（通信販売代行、コールセンター）
- 2009年（平成21年）、株式会社安藤鉄工建設 代表取締役社長就任（鉄鋼構造物製造）[2]
- 2009年（平成21年）、株式会社クラヴィス 執行役員就任（アパレル ブランド 「ALICES」アリシャス、「LEVIA-LAVIA」レヴィア-ラヴィア）
- 2010年（平成22年）、ピコイドラゴン株式会社 代表取締役社長就任（断熱設備工事）
- 2010年（平成22年）、中村建設工業株式会社 取締役就任（総合建設業、米軍基地内格納庫・ハウス工事）
- 2010年（平成22年）、ファーストカルデア株式会社 取締役就任（総合建設業）
- 2010年（平成22年）、シーアンドシー・プロ株式会社 取締役就任（店舗設計・工事業）
- 2010年（平成22年）、株式会社ホワイトルーム 代表取締役社長就任（アパレル ブランド 「WR」ダブルアール）
- 2011年（平成23年）、株式会社フォー・アンド・コレー 代表取締役社長就任（アパレルBRAND 「JOIAS」ジョイアス）[3]
- 2013年（平成25年）、株式会社安藤鉄工建設 取締役社長退任、シゲムラ建設株式会社 監査役退任、セイナン工業株式会社 取締役退任、中村建設工業株式会社 取締役退任、ファーストカルデア株式会社 取締役退任